# Tossal dels Morts
El Tossal dels Morts és una muntanya de 239 metres que es troba al municipi d'Alcoletge, a la comarca catalana del Segrià.